# Labuk
Le fleuve Labuk (en malais : Sungai Labuk) est un cours d'eau de l'État de Sabah, en Malaisie, situé sur l'île de Bornéo. 

## Géographie
Le bassin versant a une superficie de 32 400 km2[réf. nécessaire]. Le cours d'eau prend sa source dans le nord-ouest de Sabah et coule jusqu'à son embouchure dans la Mer de Sulu. Près du village de  Tambidong-bidong le fleuve se scinde en deux donnant naissance à cours d'eau secondaire, le  Klagan, qui se jette de manière indépendante dans la mer de Sulu. 

## Affluents
Ses affluents sont sur la rive gauche les  Liwagu et Klagan et sur la rive droite le Beluran.[réf. nécessaire]